# Макартур, Роберт
Роберт Хелмер Макартур (англ. Robert Helmer MacArthur; 7 апреля 1930 года, Торонто Онтарио, Канада — 1 ноября 1972 года) — американский эколог канадского происхождения, который внёс значительный вклад в развитие многих отраслей синэкологии и экологии популяций (демэкологии).

## Образование
Макартур получил степень бакалавра в колледже Мальборо (Вермонт, США), степень магистра математики в Брауновском университете (1953). В 1958 году, будучи учеником Джорджа Эвелина Хатчинсона, Макартур получил степень доктора философии в Йельском университете. Его диссертация была посвящена разделению экологических ниш между пятью видами американских славок (Parulidae) в хвойных лесах штата Нью-Йорк.

## Научный вклад
Макартур являлся профессором Пенсильванского университета (1958—1965) и профессором биологии в Принстонском университете (1965—1972). Он сыграл важную роль в развитии теории распределения ниш (англ. niche differentiation), в соавторстве с Э. O. Уилсоном написал книгу The Theory of Island Biogeography, где обосновал теорию островной биогеографии; эта работа изменила область исследования биогеографии, укрепила основы экологии биоценозов и вызвала бурное развитие современной ландшафтной экологии. Его акцент на проверку статистических гипотез помог превратить экологию в основном из описательной науки в экспериментальную и способствовал развитию теоретической экологии.
В Принстоне Макартур был главным редактором ряда монографий в области популяционной биологии и участвовал в создании журнала «Theoretical Population Biology». В 1972 году он также написал книгу «Географическая экология: закономерности в распределении видов» (Geographical Ecology: Patterns in the Distribution of Species).
В 1969 году Роберт Макартур был избран членом Национальной академии наук США. Умер от рака почки в 1972 году.